# Romersk valuta
Under större delen av Romerska republiken och den västra halvan av Romerska riket bestod den romerska valutan av mynt, bland andra aureus (guld), denarius (silver), sestertius (mässing), dupondius (mässing), och as (koppar). Dessa användes från mitten av 200-talet f.Kr. till mitten av 200-talet e.Kr. Valutan accepterades som betalning även i grekiskt influerade områden, även om dessa regioner hade sina egna valutor.
Under 200-talet e.Kr. ersattes denarien av den dubbla denarien, som idag vanligtvis kallas antoninanus eller radiat, som sedan själv blev ersatt under kejsar Diocletianus valutareform som skapade nya myntsorter som argenteus (silver) och follis (försilvrat brons). Efter reformen bestod den romerska valutan främst av solidus (guld) och smärre bronsmynt. Trenden fortsatte till västrikets undergång.